# Église Saint-Michel de Vaudreuil
Pour les articles homonymes, voir Saint-Michel.
L'église Saint-Michel de Vaudreuil est située dans la ville de Vaudreuil-Dorion, au Québec. Cette église est sise avenue Saint-Charles.

## Histoire
Une chapelle-presbytère est érigée en 1771 dans la seigneurie de Vaudreuil, concédée en 1702. Deux ans plus tard, soit en 1773, la paroisse de Vaudreuil est établie.
La construction de l'église actuelle débute en 1783, pour s'achever en 1787,. De 1792 à 1797, Philippe Liébert commence les travaux de décoration intérieure, qui sont repris dès 1803 par son élève Louis-Amable Quévillon. Plusieurs modifications y sont apportées au fil des années. De 1857 à 1859, François-Xavier Locas entreprend la réfection complète de la façade de l'édifice dans un style néoclassique selon les plans d'Adolphe Moffatt (1825-1902), directeur-instituteur au Collège Saint-Michel de Vaudreuil entre 1847 et 1882. Le clocher, détruit lors d'un incendie en 1870, est ultérieurement reconstruit de façon identique à l'original. En 1834, André Achim, sculpteur de Longueuil et Pierre Viau, sculpteur de Vaudreuil sont choisis afin de procéder à l'ornementation de la voûte. Le travail de ce dernier est aujourd'hui pratiquement impossible à apercevoir, à la suite de la réalisation en 1883 du décor peint par François-Xavier-Édouard Meloche.
En 1871, Louis Mitchell façonne un orgue pour l'église de Vaudreuil, qui est restauré en 1987. À l'origine situé dans le transept gauche, il est transféré en 1883 à son emplacement actuel, soit sur la tribune arrière.

## Architecture et décoration
Le maître-autel réalisé en 1792 par Philippe Liébert, le chœur de Louis-Amable Quévillon construit en 1803, et le décor intérieur de François-Xavier-Édouard Meloche en 1883 existent toujours. L'orgue est l'un des plus beaux instruments à deux claviers construits au XIXe siècle au Québec.

## Protection
L'église est classée monument historique le 27 février 1957. Vingt-trois œuvres d'art et biens mobiliers ont aussi été classés le 9 avril 1965,.

## Paroisse
Adhémar Jeannotte est curé de la paroisse au milieu du XXe siècle,.

## Personnalités

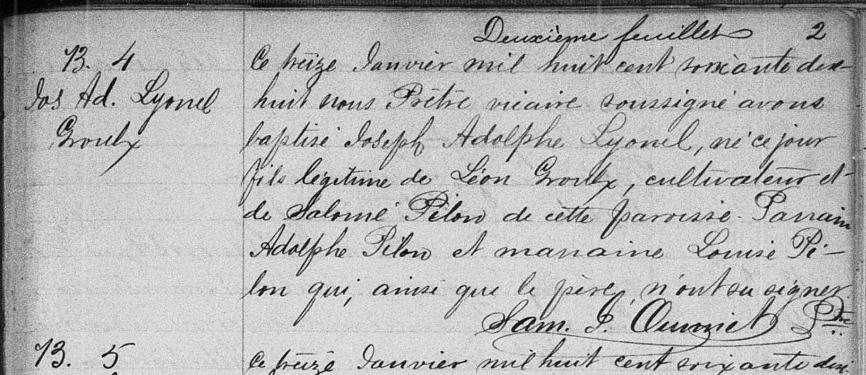
Acte de naissance et de baptême de Lionel Groulx le 13 janvier 1878, paroisse Saint-Michel à Vaudreuil (Québec).

- Lionel Groulx (1878-1967), historien et homme d'église québécois né à Vaudreuil le 13 janvier 1878, a été baptisé le même jour en l'église Saint-Michel.